# Șotron

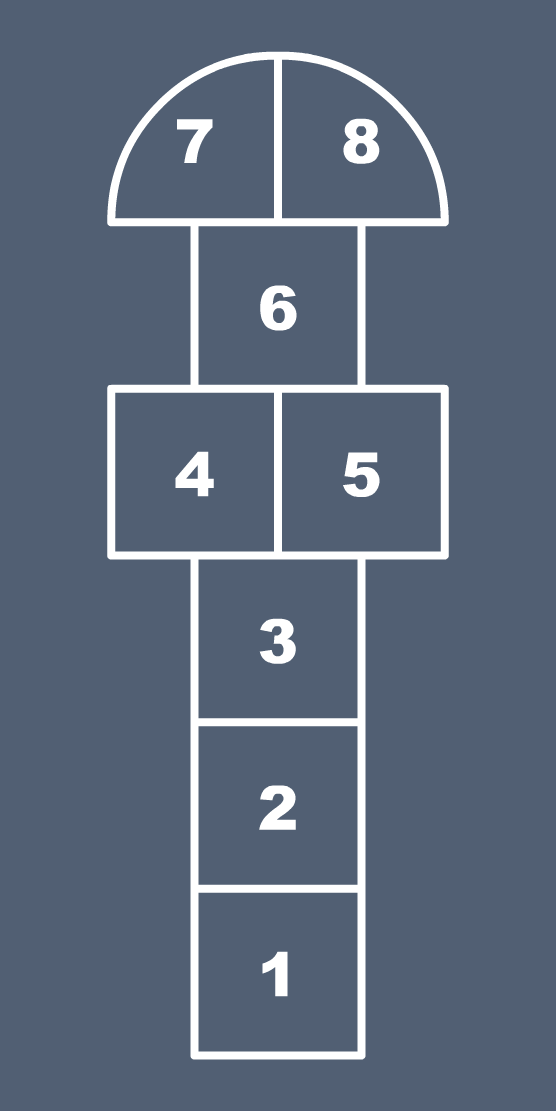
Șotron. Există mai multe tipuri de șotron, după fiecare țară sau regiune.

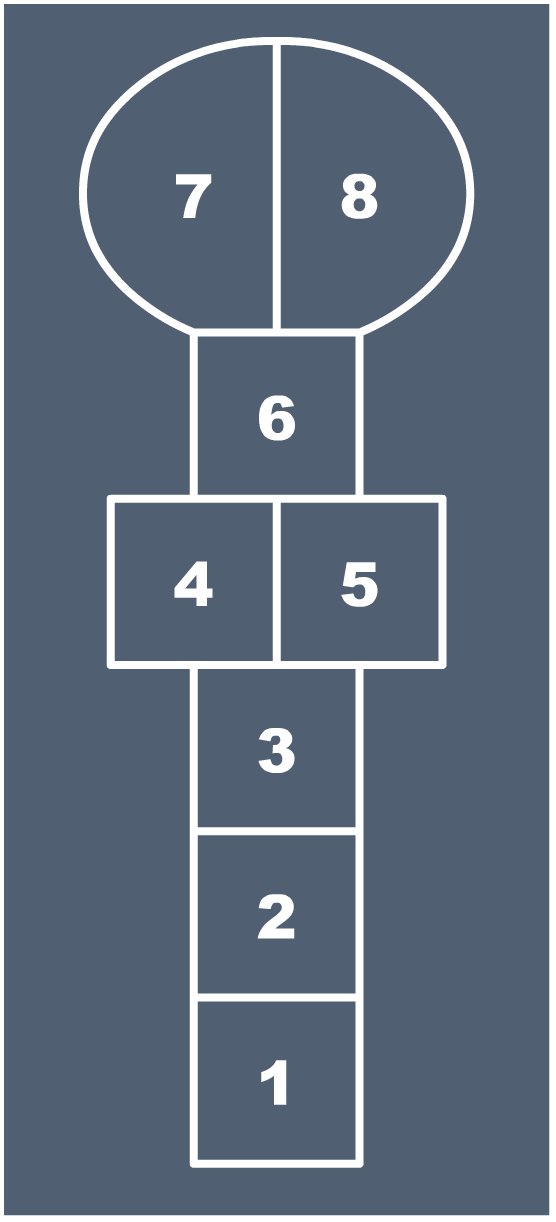
Șotron românesc

Șotronul este un joc de copii larg răspândit în lume ce se joacă cel mai adesea într-o serie de figuri geometrice (patrulatere, semicercuri) numerotate, desenate pe asfalt cu creta.

## Mod de joc
Există nenumărate feluri de a practica acest joc. Cele mai multe versiuni presupun parcurgea unui traseu dus-întors sărind într-un picior după ce se aruncă inițial o piesă (piatră, tijă, băț) într-una dintre figurile geometrice. Jucătorul trebuie să arunce piesa în căsuța adecvată și să parcurgă traseul fără să calce liniile sau în afara șotronului; în caz contrar, un alt jucător îi ia locul. 

## Denumirea șotronului în diferite țări sau regiuni
| Denumire                              | Țară (Regiune)                                    |
| ------------------------------------- | ------------------------------------------------- |
| la marelle                            | Algeria                                           |
| rayuela                               | Argentina și Spania                               |
| Tempelhüpfen                          | Austria                                           |
| hinkelen                              | Belgia (Flandra)                                  |
| avión                                 | Bolivia                                           |
| amarelinha                            | Brazilia                                          |
| дама (dama)                           | Bulgaria                                          |
| cascayu                               | Spania (Asturia)                                  |
| pousse pion                           | Camerun                                           |
| panák                                 | Cehia                                             |
| luche                                 | Chile                                             |
| Dama                                  | Comore                                            |
| golosa, tángara sau peregrina         | Columbia                                          |
| reg (enrayure) sau delech             | Franța (Bretania)                                 |
| amarelinha și maré                    | Brazilia și Portugalia                            |
| hopscotch                             | Marea Britanie, Statele Unite și Canada anglofonă |
| le carré                              | Maroc                                             |
| avión, rayuela, chacara sau bebeleche | Mexic                                             |
| Himmel und Hölle                      | Germania                                          |
| κουτσό                                | Grecia                                            |
| Château sau Jato                      | Guineea                                           |
| لِی لِی / Leyley                        | Iran                                              |
| parís                                 | Islanda                                           |
| campana sau mondo                     | Italia                                            |
| ishikeri                              | Japonia                                           |
| avión sau mundo                       | Peru                                              |
| классы, классики                      | Rusia                                             |
| peregrina                             | Salvador                                          |
| plat lune                             | Senegal                                           |
| Školica                               | Serbia                                            |
| Batto                                 | Sri Lanka                                         |
| Xinga                                 | Spania (Insulele Baleare)                         |
| Xarranca sau Sambori                  | Spania (Catalunia)                                |
| hoppa hage                            | Suedia                                            |
| le carré                              | Tunisia                                           |
| hinkelbaan                            | Țările de Jos                                     |
| ugróiskola                            | Ungaria                                           |
| pisé, pisado sau avión                | Venezuela                                         |
| Cò cò ou Lò cò                        | Vietnam                                           |

## Galerie de imagini

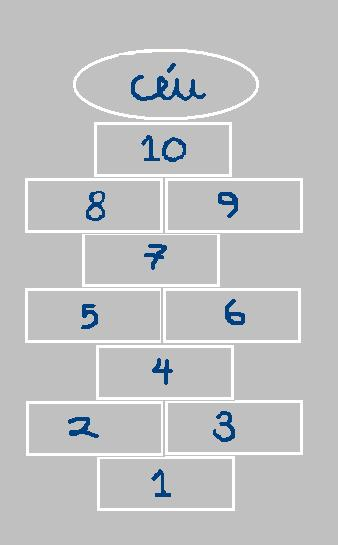
Amarelinha (Brazilia)
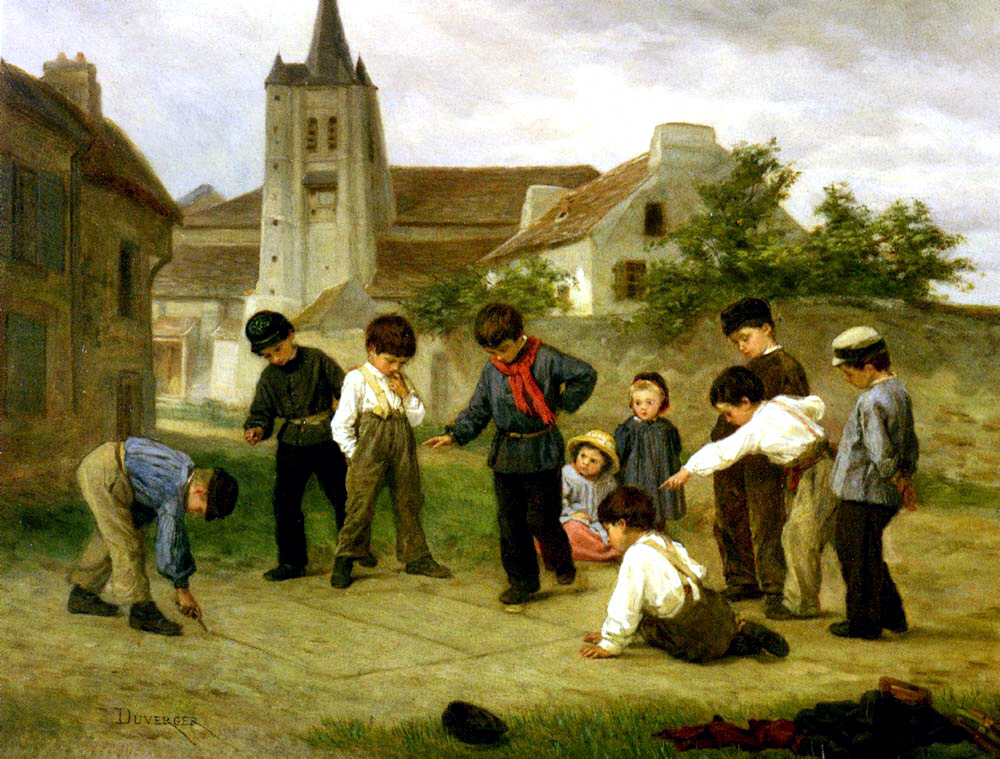
Marelle, pictură de Théophile Emmanuel Duverger
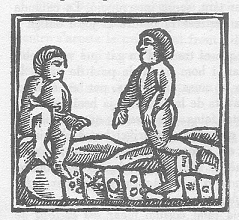
Xarranca (Catalonia, Spania)
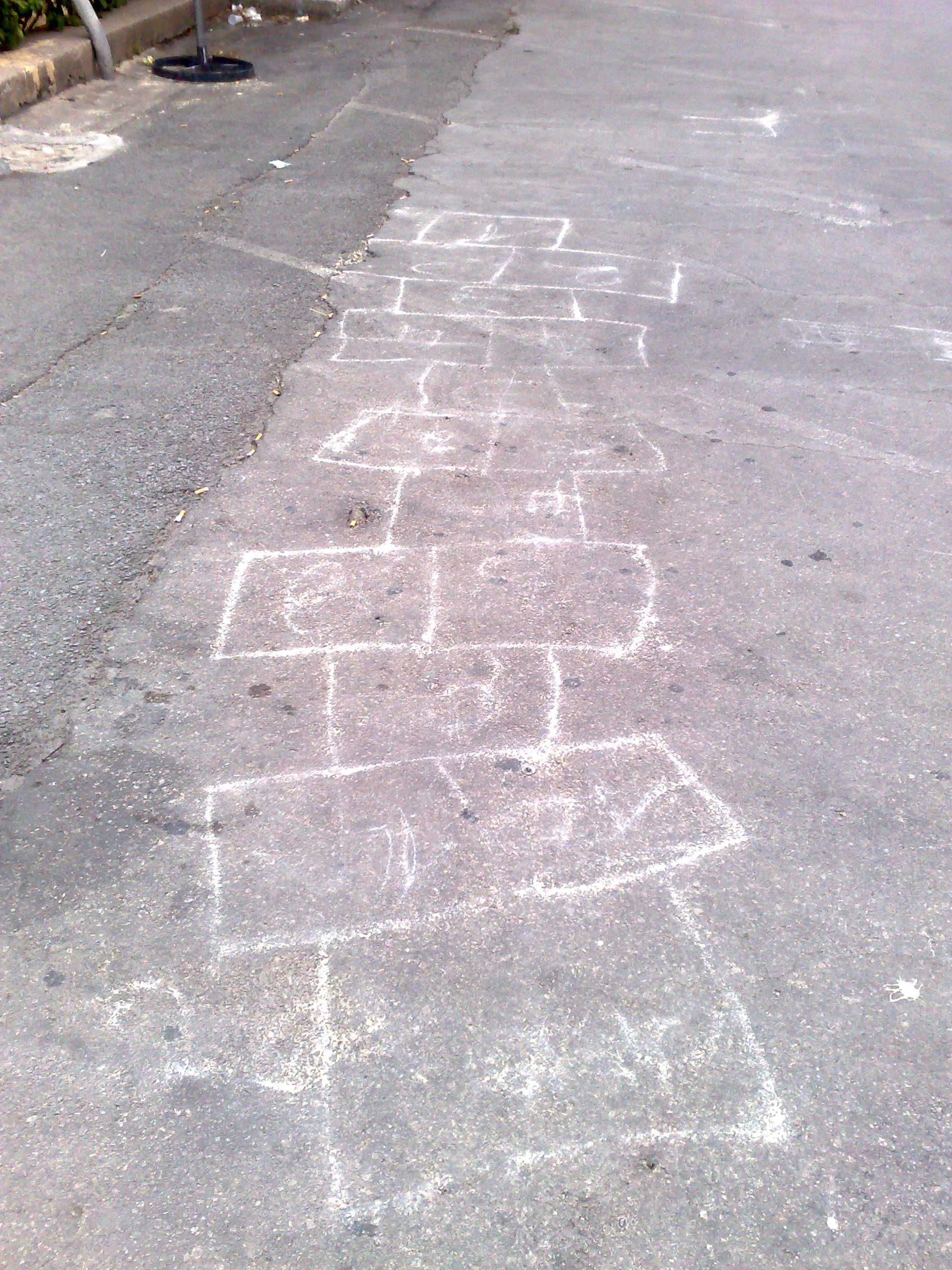
Gioco della campana (Palermo, Italia
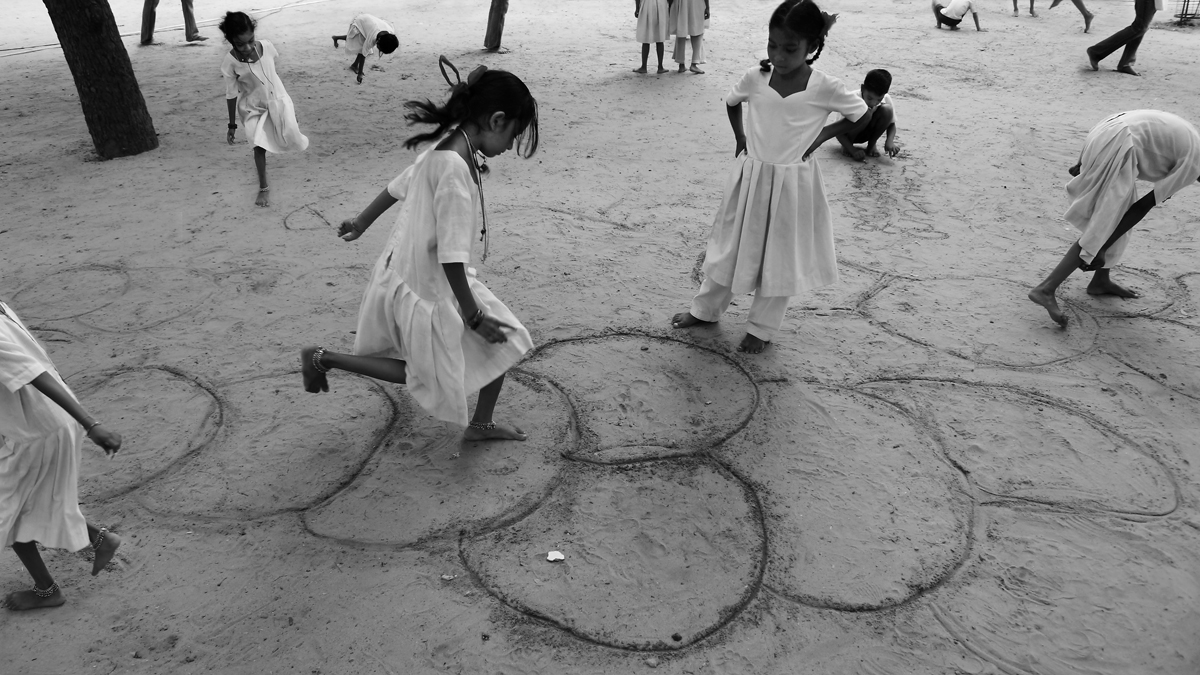
Fete jucând „hopscotch”, Ahmedabad, Gujarat, India